# Pablo Bruna
Pablo Bruna (Daroca, Saragossa, 22 de juny de 1611 - 27 de juny de 1679), fou un compositor i organista espanyol del segle xvii, conegut com a Ciego de Daroca).
Nuñez Quiles lloa en Bruna al seu llibre Antigüedades de Daroca. Pablo Bruna va merèixer la protecció de Felip IV de Castella, que admirava la seguretat i brillantor de la seva execució, tant i més notable estant com estava privat de la vista.
Deixà diverses obres per a orgue que, malgrat la gran estima que han merescut als aficionats, es conserven encara inèdites a l'arxiu de El Escorial.
El 1661 copia la Missa a 10 veus del compositor Miguel Marqués, la qual es conserva en l'Arxiu d'El Escorial.